# Molophilus (Molophilus) uniplagiatus
Molophilus (Molophilus) uniplagiatus is een tweevleugelige uit de familie steltmuggen (Limoniidae). De soort komt voor in het Australaziatisch gebied.